# Бахтин, Аркадий Иванович
Аркадий Иванович Бахтин (1778—1813) — капитан-лейтенант, участник обороны Риги в Отечественную войну 1812 года.

## Биография
Один из сыновей Ивана Родионовича Бахтина, капитана Преображенского полка. Происходил из дворянской семьи Бахтиных Орловской губернии.
Закончил Морской корпус в Санкт-Петербурге, командовал 15-ю канонерскими лодками, вмораживаемыми в лёд в устье реки Даугавы.
Аркадий Иванович Бахтин являлся сводным братом Ивану Ивановичу Бахтину, доверенному лицу императора Александра I, который с 1803 по 1814 год был гражданским губернатором Слободско-Украинской губернии, инициатором строительства в Харькове университета.
В 1812 году он собрал и экипировал несколько полков в состав российской армии: улан, гусар и казаков. 14 сентября 1812 г., следуя под флагом командующего флотилией, канонерки высадили большой отряд на побережье Рижского залива. При этом экипажи шести лодок капитана 2 ранга Капельцева выбили врага из одного из населенных пунктов, захватив плацдарм для сухопутных войск. Затем флотилия двинулась по реке Лиелупе дальше — к городу Митаве (ныне Елгава), прорываясь сквозь поставленные поперек фарватера заграждения — подводные рогатки, укрепленные на цепях. Лодки шли вверх по течению. Враг бежал из Митавы, не успев забрать припасы. Захватив богатые трофеи, флотилия ровно через неделю благополучно вернулась в Ригу.
Боевые действия канонерских лодок против войск маршала Макдональда продолжались вплоть до последних чисел октября 1812 г. Время скрыло имена большинства моряков-героев, хотя рапорты об их отваге комендант Риги не раз отправлял морскому министру, прося должным образом отметить «оказанную ими храбрость и расторопность». Известны только некоторые из них — это капитан 2 ранга Иван Сульменев, капитан-лейтенанты Сеславин, Казин, Дурасов, лейтенанты Станюкевич, Яновский, мичманы Борисов и Глотов.
Изрядно потрепанный и неспособный к дальнейшим действиям корпус Макдональда так и не выполнил свою задачу. В этом большая заслуга канонерских лодок и их экипажей, которые в 1813 г. уже приняли участие во взятии Данцига. Когда русский флот несколько раз производил жестокую бомбардировку крепости, в его авангарде неизменно шли канонерки. Вот что писал о них в своих донесениях командующий эскадрой контр-адмирал Алексей Грейг: « Ничто не могло превзойти рвения, с коим они упорствовали приблизиться к батареям противу сильнейшего течения из реки Вислы. Под жестоким огнем они заводили верпы, подтягиваясь ближе, употребляли все средства вредить неприятелю».
Умер от болезни в 1813 году. Был похоронен в родовом склепе на Морском кладбище в Ораниенбауме.